# Чемпионат России по хоккею с шайбой среди женщин 2006/2007
Чемпионат России по хоккею с шайбой сезона 2006/2007 среди женских команд — двенадцатый чемпионат России среди женщин. Проводился с 12 октября 2006 года по 7 мая 2007 года. В первенстве страны участвовало всего пять команд.
Перед началом сезона многократный чемпион России ХК СКИФ переехал из Москвы в Нижний Новгород.
Чемпионом России стал ХК «Торнадо» Дмитров, победивший во всех 24 матчах чемпионата, серебряные медали завоевал ХК СКИФ Нижегородская область, а бронзовые медали завоевал ХК «Спартак-Меркурий» Екатеринбург.

## Турнирная таблица
| М | Команда                         | И  | В  | ВО | Н | ПО | П  | ЗШ  | ПШ  | О  |
| - | ------------------------------- | -- | -- | -- | - | -- | -- | --- | --- | -- |
| 1 | «Торнадо» Дмитров               | 24 | 24 | 0  | 0 | 0  | 0  | 113 | 20  | 72 |
| 2 | СКИФ Нижегородская область      | 24 | 16 | 0  | 1 | 0  | 7  | 77  | 46  | 49 |
| 3 | «Спартак-Меркурий» Екатеринбург | 24 | 7  | 2  | 3 | 0  | 12 | 78  | 92  | 28 |
| 4 | «Факел» Челябинск               | 24 | 5  | 1  | 1 | 1  | 16 | 52  | 106 | 19 |
| 5 | «Локомотив» Красноярск          | 24 | 1  | 0  | 3 | 2  | 18 | 37  | 93  | 8  |

Примечание: М — место, И — количество игр, В — выигрыши в основное время, ВО — выигрыши в овертайме, Н — ничейный результат, ПО — поражения в овертайме, П — поражения в основное время, ЗШ — забито шайб, ПШ — пропущено шайб, О — очки.